# Juge aux affaires familiales
Pour un article plus général, voir Tribunal de la famille.
Pour les articles homonymes, voir JAF et JAM.
En France, le juge aux affaires familiales ou JAF (auparavant, juge aux affaires matrimoniales ou JAM) est un magistrat du siège chargé de statuer quant aux affaires matrimoniales et familiales, notamment celles relatives au mariage, au divorce, à la liquidation du régime matrimonial, aux couples non mariés et aux questions relatives à l'autorité parentale.

## Histoire
Le juge aux affaires familiales succède au juge aux affaires matrimoniales, selon les dispositions de loi no 93/22 du 8 janvier 1993.

## Compétences

### Compétence matérielle
En France, le juge aux affaires familiales (JAF) est un juge non spécialisé du tribunal judiciaire qui est délégué par le président de la juridiction pour connaître :
- du mariage, du divorce et de la séparation de corps ;
- de l'homologation judiciaire du changement de régime matrimonial ;
- de la liquidation du régime matrimonial ;
- de la séparation des couples non mariés afin de fixer notamment la résidence des enfants mineurs ;
- des actions liées à l'obligation alimentaire, à la contribution aux charges du mariage et à l'obligation d'entretien des enfants mineurs ;
- de l'exercice de l'autorité parentale ;
- des actions liées au prénom tel qu’une modification, adjonction ou suppression à l'état civil en dernier recours si l'officier d'état civil ne donne pas une suite favorable au changement de prénom en première demande, selon les nouvelles dispositions de modification du prénom relevant de la loi du XXIe siècle du 16 novembre 2016 ;
- de la protection du conjoint, partenaire lié par un pacte civil de solidarité (PACS) ou du concubin victime de violences intrafamiliales. Il intervient aussi pour protéger l'ancien concubin, partenaire pacsé ou l'ancien conjoint ;
- de la protection de la personne majeure menacée de mariage forcée ;
- des demandes d'attribution à un concubin de la jouissance provisoire du logement de la famille dans le cadre de l'exercice de l'autorité parentale.

Il est également juge des tutelles des mineurs, il connaît donc :
- des demandes d'émancipation ;
- de l'administration légale et de la tutelle des mineurs ;
- de la tutelle des pupilles de la nation;
- l'autorisation de tout projet de transaction concernant un mineur dans le cadre d'une indemnisation par un assureur.

En principe, le juge aux affaires familiales statue seul. En revanche, notamment dans les affaires les plus sensibles nécessitant l'avis de plusieurs juges, le juge aux affaires familiales peut présider une audience collégiale, c'est-à-dire une audience composée de trois magistrats.
En matière de divorce, ce renvoi est obligatoire s'il est demandé par une partie. Le vice-président chargé des affaires familiales a les mêmes attributions que le juge aux affaires familiales ; il préside en outre la chambre collégiale de la famille. Le pouvoir du juge n'est cependant plus valable lors d'un divorce par consentement mutuel : selon la loi du 18 novembre 2016, la convention de divorce par consentement mutuel est rédigée par un avocat, mais n'est plus homologuée par le JAF,.
Statuant seul, il est également juge de la mise en état et régule donc les débats, les communications de pièces entre les parties, étant le garant du respect du principe du contradictoire.

### Compétence territoriale[6]
Le juge aux affaires familiales territorialement compétent est le juge du lieu où se trouve la résidence de la famille. Si les parents sont séparés, il s'agit du juge du lieu de résidence principale des enfants ou du parent exerçant seul l'autorité parentale. Si aucune des situations précédentes ne correspond, il s'agit alors du juge du lieu du parent n'ayant pas engagé la procédure.

## Saisine
Le recours à l'avocat est obligatoire pour divorcer. Pour le contentieux portant sur les mesures d'après-divorce ou celui des enfants naturels, le ministère d'un avocat est conseillé, mais pas obligatoire.
Le juge aux affaires familiales est saisi par la voie de la requête, c’est-à-dire un imprimé remis au greffe du tribunal judiciaire, ou une assignation, c’est-à-dire une convocation remise par huissier de justice à l'adversaire. Lorsque les parties s'entendent amiablement, elles peuvent saisir le juge aux affaires familiales conjointement sans avocat en envoyant au greffe une requête conjointe qu'elles signent toutes les deux. Leur accord est alors homologué par le juge pour avoir force exécutoire.
Pour le contentieux de l'après-divorce ou de la famille naturelle :
- la procédure est uniquement orale (verbale). Cela signifie que le jour de l'audience, les parties doivent être présentes en personne ou représentées par un avocat, pour exposer oralement leurs demandes. Il n'est pas possible d'écrire au juge aux affaires familiales pour lui communiquer ses arguments et ses demandes, car en l'absence de la personne, le juge n'aura pas le droit de tenir compte de ces courriers ;
- chaque partie doit fournir au juge le jour de l'audience les justificatifs de sa situation, après les avoir remis à son adversaire quelques jours avant, afin de respecter le principe du contradictoire. Si cet échange des pièces n'est pas respecté, le juge peut refuser de prendre en compte les pièces non échangées ou renvoyer l'audience à une date ultérieure pour que l'adversaire puisse en prendre connaissance.

À l'audience, le demandeur (qui a introduit la demande) parle en premier, le défendeur (qui n'a pas saisi le juge) a la parole en dernier.

## Qualification et formation
Les juges aux affaires familiales sont des magistrats, formés par l'École nationale de la magistrature après recrutement dans cette école, concours ouvert notamment aux étudiants titulaires d'un diplôme sanctionnant une formation au moins égale à quatre années d'études après le baccalauréat.
Le salaire du juge aux affaires familiales suit la même grille tarifaire que tous les magistrats de l'ordre judiciaire français. En début de carrière, son salaire mensuel est en moyenne de 2 700 euros nets. En fin de carrière, son salaire est d'environ 6 000 euros nets.

### Ne pas confondre avec
- Juge des enfants